# S/mileage / Angerme Selection Album "Taiki Bansei"
Albums par S/mileage
2 Smile Sensation
(2013)
Singles
1. (...) Chikyū wa Kyō mo Ai wo Hagukumu
Sortie : 20 août 2014
2. Taiki Bansei / Otome no Gyakushū
Sortie : 4 février 2015
3. Nana Korobi Ya Oki / Gashin Shōtan / Mahō Tsukai Sally
Sortie : 22 juillet 2015

S/mileage / Angerme Selection Album "Taiki Bansei" (S/mileage / ANGERME SELECTION ALBUM「大器晩成」, ou (...) Taikibansei) est le premier album du groupe de J-pop S/mileage à sortir sous son nouveau nom Angerme, et son quatrième album au total en incluant ceux sortis sous son ancienne appellation (hors collaborations), dont une compilation. C'est un album compilation de titres attribués à S/mileage (pour huit d'entre eux, enregistrés de 2009 à 2014) ou à Angerme (pour les autres, enregistrés en 2015).

## Présentation
L'album sort le 25 novembre 2015 au Japon sur le label hachama, deux ans et demi après le précédent album du groupe, 2 Smile Sensation. C'est son premier album à ne plus être entièrement écrit, composé et produit par Tsunku, seulement crédité sur la moitié des titres. Il atteint la 17e place du classement des ventes hebdomadaire de l'oricon. Il sort aussi dans deux éditions limitées notées "A" et "B" avec des pochettes différentes, des titres en bonus différents, et contenant chacune un disque vidéo différent en supplément (Blu-ray de clips vidéo pour la A, DVD d'un concert pour la B).
L'album contient quinze titres : huit sortis en "face A" ou "co-face A" de singles (dont les cinq parus dans l'année sur les deux premiers singles attribués à Angerme, Taiki Bansei / Otome no Gyakushū et Nana Korobi Ya Oki / Gashin Shōtan / Mahō Tsukai Sally), trois parus en "face B" de singles (dont un rare sur une édition limitée), deux uniquement parus sur un album original, et deux nouvelles chansons en bonus en fin d'album qui diffèrent selon les éditions (Kôsaten et Tomo yo sur l'édition régulière, Namida wa Chô ni Kawaru et Kakugoshite sur l'édition A, et Marionette 37°C et Asesaite Carnival sur l'édition B). La plupart des titres présents étaient jusqu'alors inédits en album (original ou compilation) ; seuls trois étaient déjà parus sur de précédents albums : les deux extraits de 2 Smile Sensation, et Amanojaku paru sur Warugaki 1 et sur la précédente compilation S/mileage Best Album Kanzenban 1 de 2012.
Seules les neuf membres du moment figurent sur la pochette du disque, trois d'entre elles n'ayant participé qu'aux titres parus en 2015. Deux membres ayant déjà quitté le groupe ne sont pas mentionnées bien que chantant sur trois des titres, parus avant leur départ (Yūka Maeda et Saki Ogawa).
C'est le dernier disque du groupe avec Kanon Fukuda dont le départ est prévu quatre jours après sa sortie.

## Formation
Membres du groupe créditées sur l'album :
- Ayaka Wada (sur tous les titres)
- Kanon Fukuda (sur tous les titres)
- Kana Nakanishi (sauf titres n°5, 9 et 10)
- Akari Takeuchi (sauf titres n°5, 9 et 10)
- Rina Katsuta (sauf titres n°5, 9 et 10)
- Meimi Tamura (sauf titres n°5, 9 et 10)
- Mizuki Murota (sauf titres n°5, 6, 7, 9 à 13)
- Maho Aikawa (sauf titres n°5, 6, 7, 9 à 13)
- Rikako Sasaki (sauf titres n°5, 6, 7, 9 à 13)

Ex-membres présentes sur certains titres
- Yūka Maeda (titres n°5, 9 et 10)
- Saki Ogawa (titres n°5, 9 et 10)

## Titres
Les titres n°5, 6, 7, 9 à 13 sont écrits et composés par Tsunku, sauf paroles du n°9 (voir disques d'origine pour les autres auteurs).
| 1.  | Taiki Bansei (大器晩成)                                           | Co-face A du 18e single major (par Angerme)      | 04:26 |
| 2.  | Otome no Gyakushū (乙女の逆襲)                                    | Co-face A du 18e single major (par Angerme)      | 04:19 |
| 3.  | Nana Korobi Ya Oki (七転び八起き)                                 | Co-face A du 19e single major (par Angerme)      | 03:57 |
| 4.  | Mahō Tsukai Sally (魔法使いサリー)                                | Co-face A du 19e single major (par Angerme)      | 03:16 |
| 5.  | aManojaku (ぁまのじゃく)                                          | Premier single "indépendant" (par S/mileage)     | 04:46 |
| 6.  | Watashi no Kokoro (私の心)                                        | de l'album 2 Smile Sensation (par S/mileage)     | 04:51 |
| 7.  | Yattaruchan (ヤッタルチャン)                                      | Co-face A du 14e single major (par S/mileage)    | 03:48 |
| 8.  | Gashin Shōtan (臥薪嘗胆)                                          | Co-face A du 19e single major (par Angerme)      | 03:47 |
| 9.  | Thank You! Crème Brûlée no Yûjô (サンキュ!クレームブリュレの友情) | Face B du single Yume Miru Fifteen (S/mileage)   | 04:09 |
| 10. | Jitensha Chiririn (自転車チリリン)                                | Face B du single limité Uchōten Love (S/mileage) | 04:40 |
| 11. | Chikyū wa Kyō mo Ai wo Hagukumu (地球は今日も愛を育む)            | Co-face A du 17e single major (par S/mileage)    | 04:40 |
| 12. | Yûgure Koi no Jikan (夕暮れ 恋の時間)                             | de l'album 2 Smile Sensation (par S/mileage)     | 04:50 |
| 13. | Watashi, Choito Kawaii Urabanchô (私、ちょいとカワイイ裏番長)     | Face B du single Samui ne (par S/mileage)        | 04:11 |

| 14. | Kôsaten (交差点) | Takanori Tsunoda / Takashi Koizumi / T. Konishi | 04:46 |
| 15. | Tomo yo (友よ)   | Ameko Kodama / Takui Nakajima / S. Suzuki       | 04:33 |

| 14. | Namida wa Chô ni Kawaru (涙は蝶に変わる) | Himi Izutsu / H. Kawanabe, T. Ueda / M. Kushita | 04:23 |
| 15. | Kakugoshite (カクゴして)                 | The Funks / The Funks / Dance Man               | 04:35 |

| 14. | Marionette 37°C (マリオネット37℃)      | Ameko Kodama / Shô Hoshibe / CMJK             | 04:04 |
| 15. | Asesaite Carnival (汗かいてカルナバル) | Ken Iijima / Tomohiro Sumikama / P. Y. Hamada | 04:59 |

Blu-ray de l'édition limitée A
Sélection de clips vidéo choisis et présentés par les membres du groupe.
DVD de l'édition limitée B
Vidéo du concert Starting Live Tour 2015 Haru (スターティング・ライブツアー2015春)